# Balow
Balow är en kommun och ort i Landkreis Ludwigslust-Parchim i förbundslandet Mecklenburg-Vorpommern i Tyskland. 
Kommunen ingår i kommunalförbundet Amt Grabow tillsammans med kommunerna Brunow, Dambeck, Eldena, Gorlosen, Grabow, Karstädt, Kremmin, Milow, Möllenbeck, Muchow, Prislich och Zierzow.